# Baunei
Baunei ist eine Gemeinde in der Provinz Ogliastra auf Sardinien mit 3402 Einwohnern (Stand 31. Dezember 2023).

## Geografische Lage
Baunei liegt ca. 480 m über NN an einem recht steilen Südhang. Oberhalb des Dorfes ist eine Felswand, durch die sich eine steile Serpentinenstraße zur Hochebene Su Golgo windet. Vom Meer ist der Ort durch eine steile Gebirgskette getrennt. Baunei ist von Norden über die kurvenreiche Küstenstraße SS125 mit Dorgali verbunden, die im Süden weiter Richtung Lotzorai und Tortolì verläuft.
Die Nachbargemeinden sind Dorgali, Lotzorai, Talana, Triei und Urzulei. Zu Baunei gehört der am Meer gelegene Ortsteil Santa Maria Navarrese.

## Sehenswürdigkeiten
- Südlich des Orts zweigt eine Straße über den Sattel ab und führt zu einer 128 m hohen Felsnadel namens Pedra Longa (sardisch für „langer Fels“) an der Steilküste. Sie hat seit 1993 den Status eines Naturmonuments.
- Nur vom Meer aus erreichbar ist die Tropfsteinhöhle Grotta del Fico (sardisch für „Feigenbaumgrotte“) an der Steilküste.
- Über das Meer oder über eine längere Wanderung ist der Strand Cala Goloritzè erreichbar. Seit 1993 hat er den Status eines Naturmonuments der Region Sardinien, und 1995 wurde er zum nationalen italienischen Monument erklärt.

## Galerie

Baunei
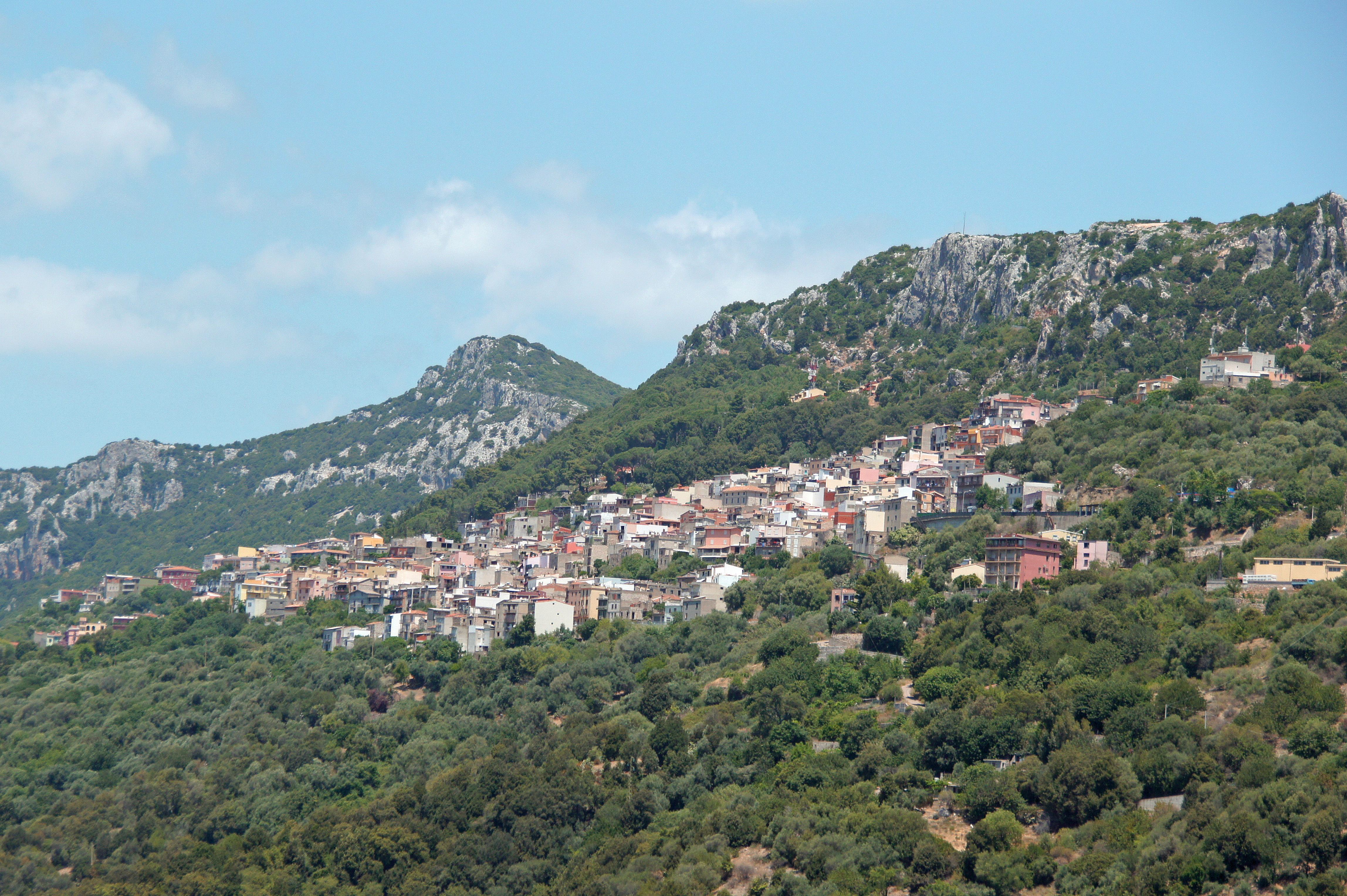
Blick auf Baunei von der SS125
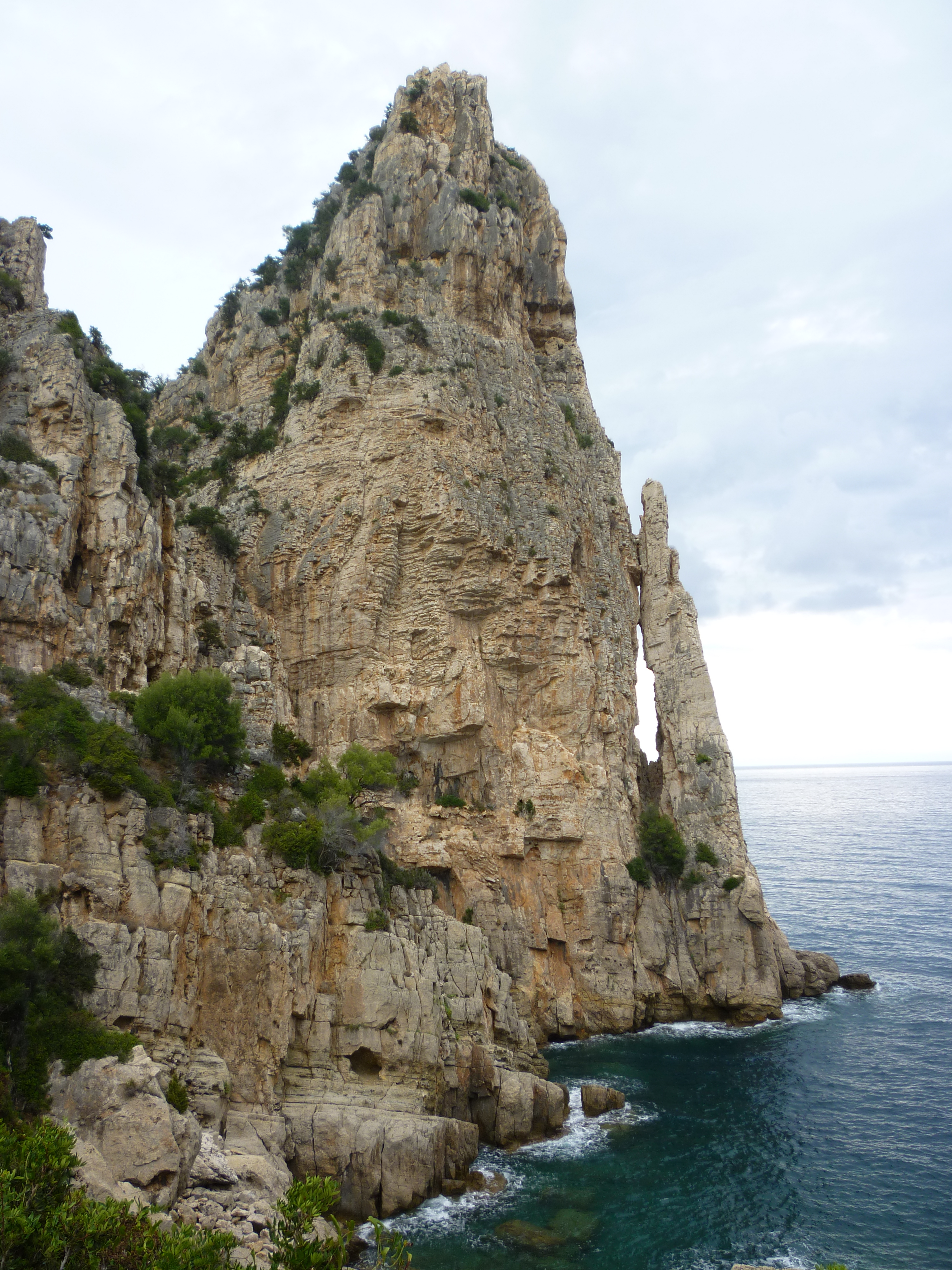
Pedra Longa
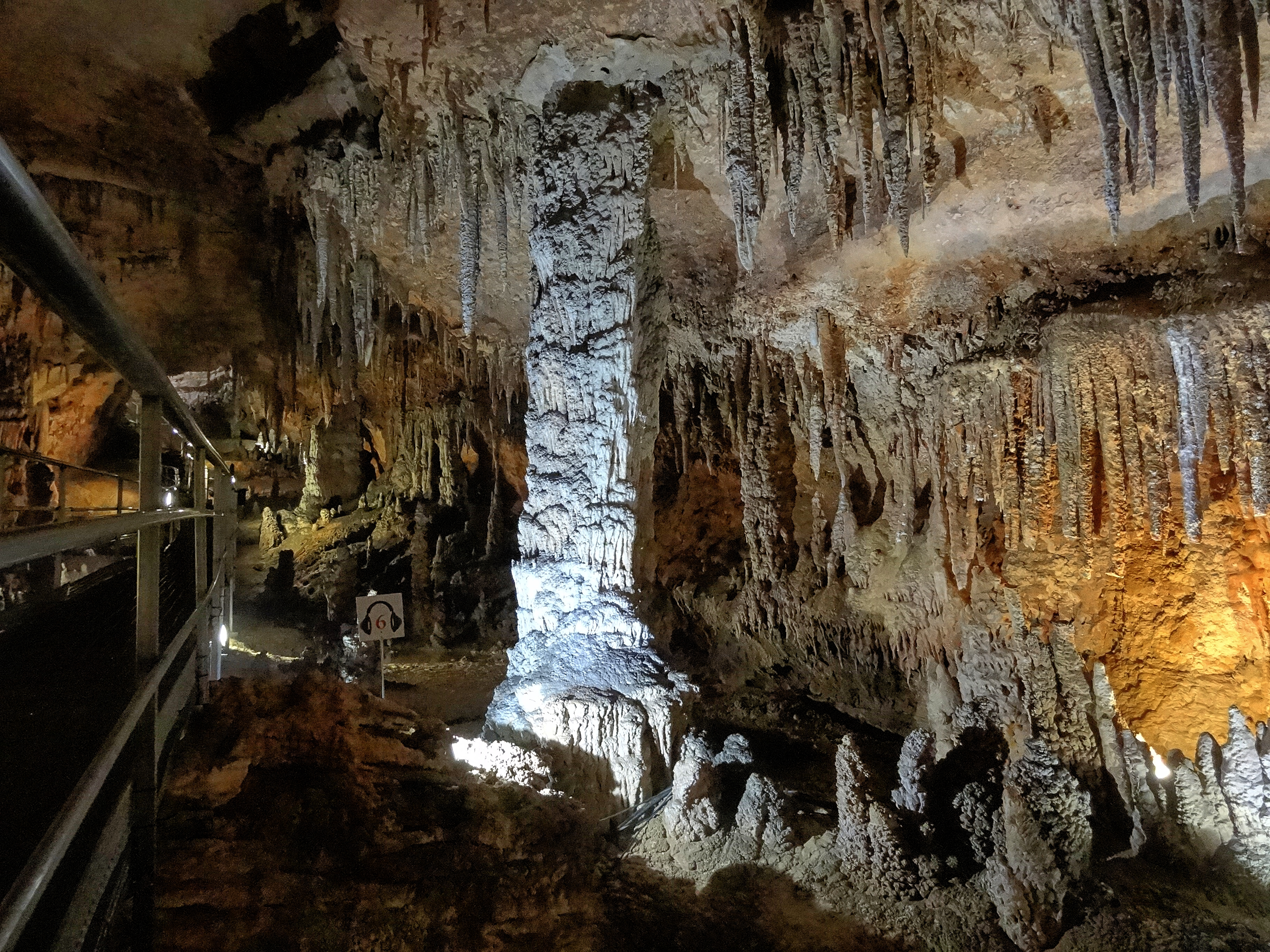
Grotta del Fico
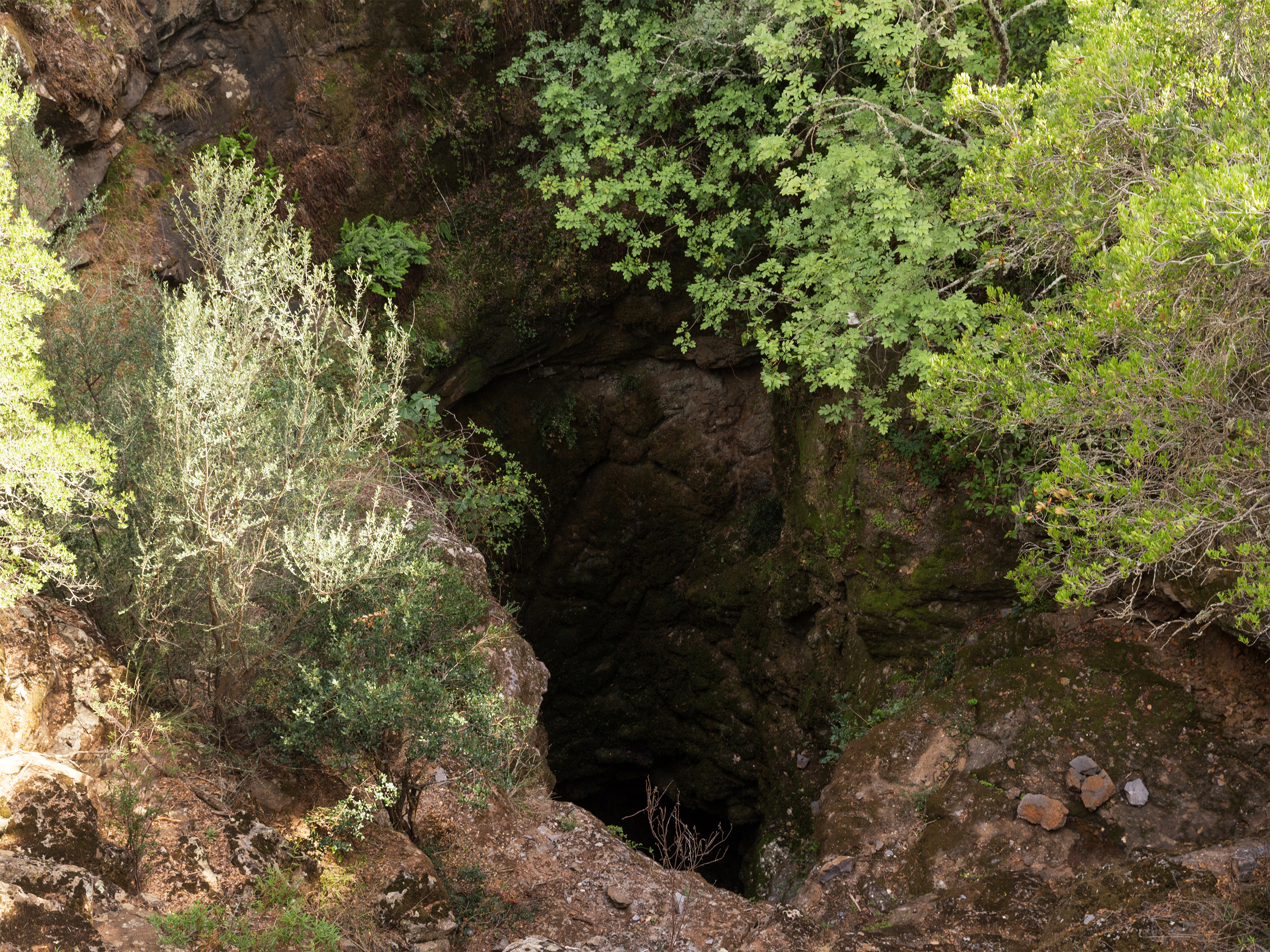
Su Sterru
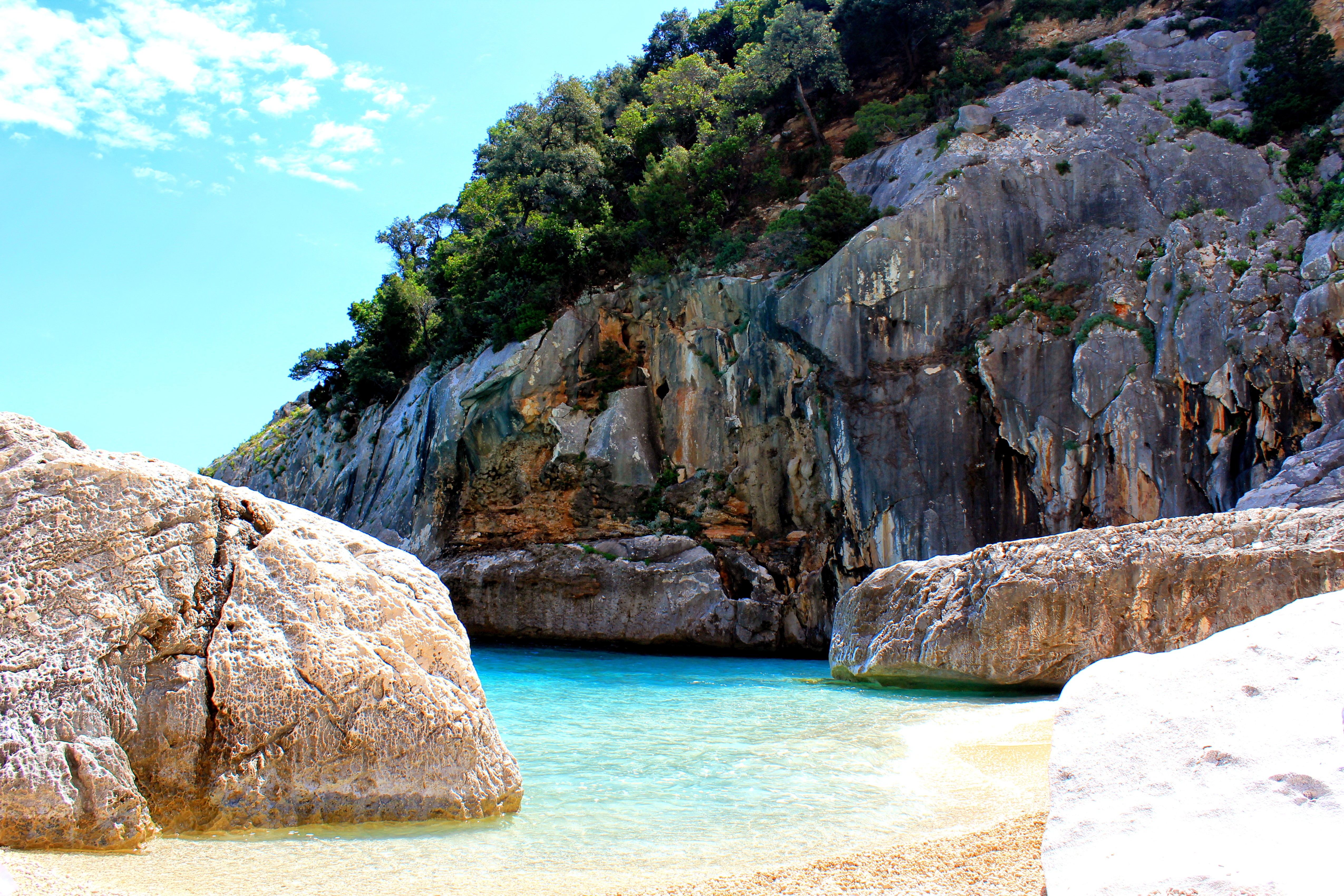
An der Cala Goloritzè
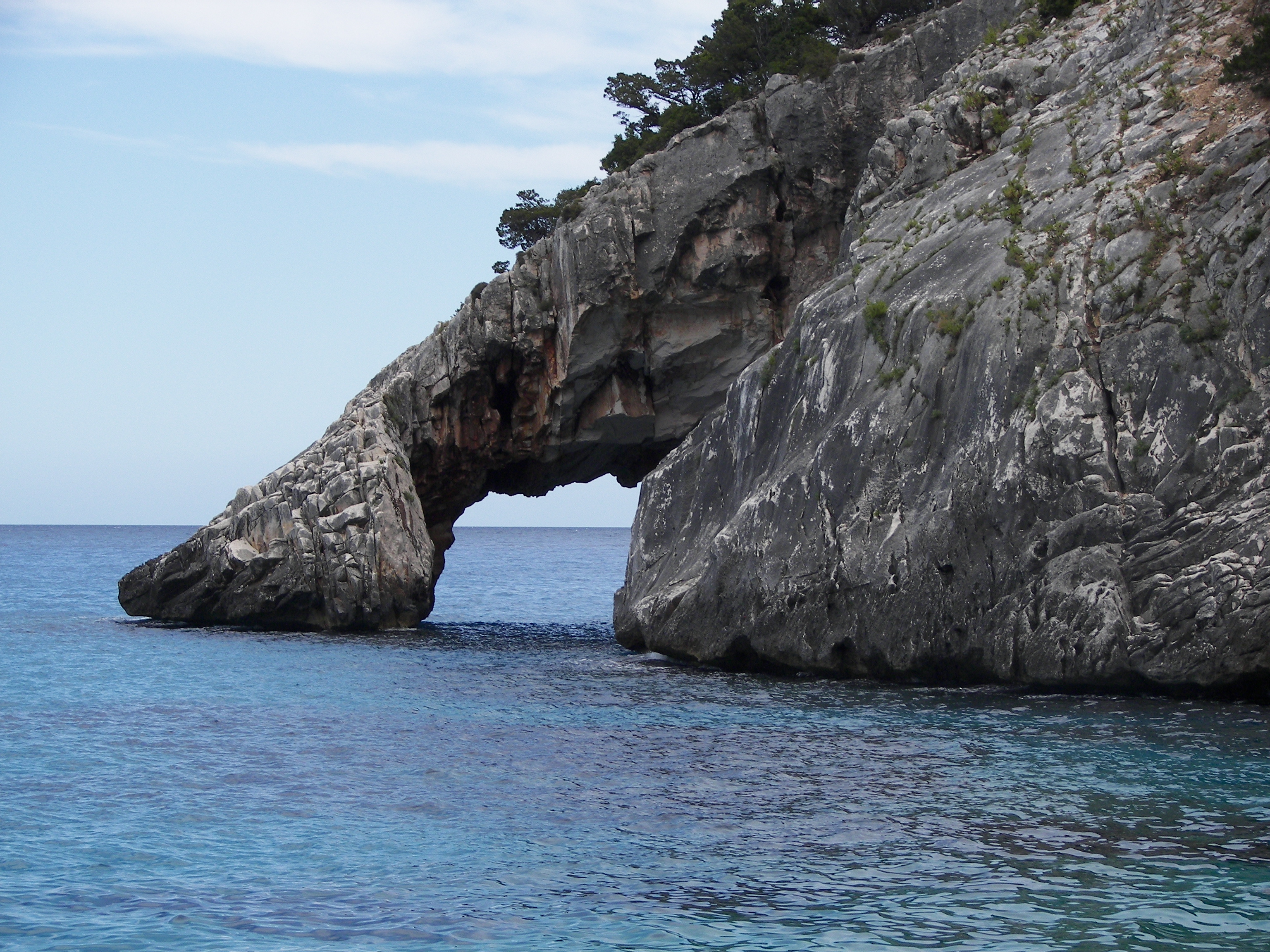
Felsentor L'Arco di Goloritzè
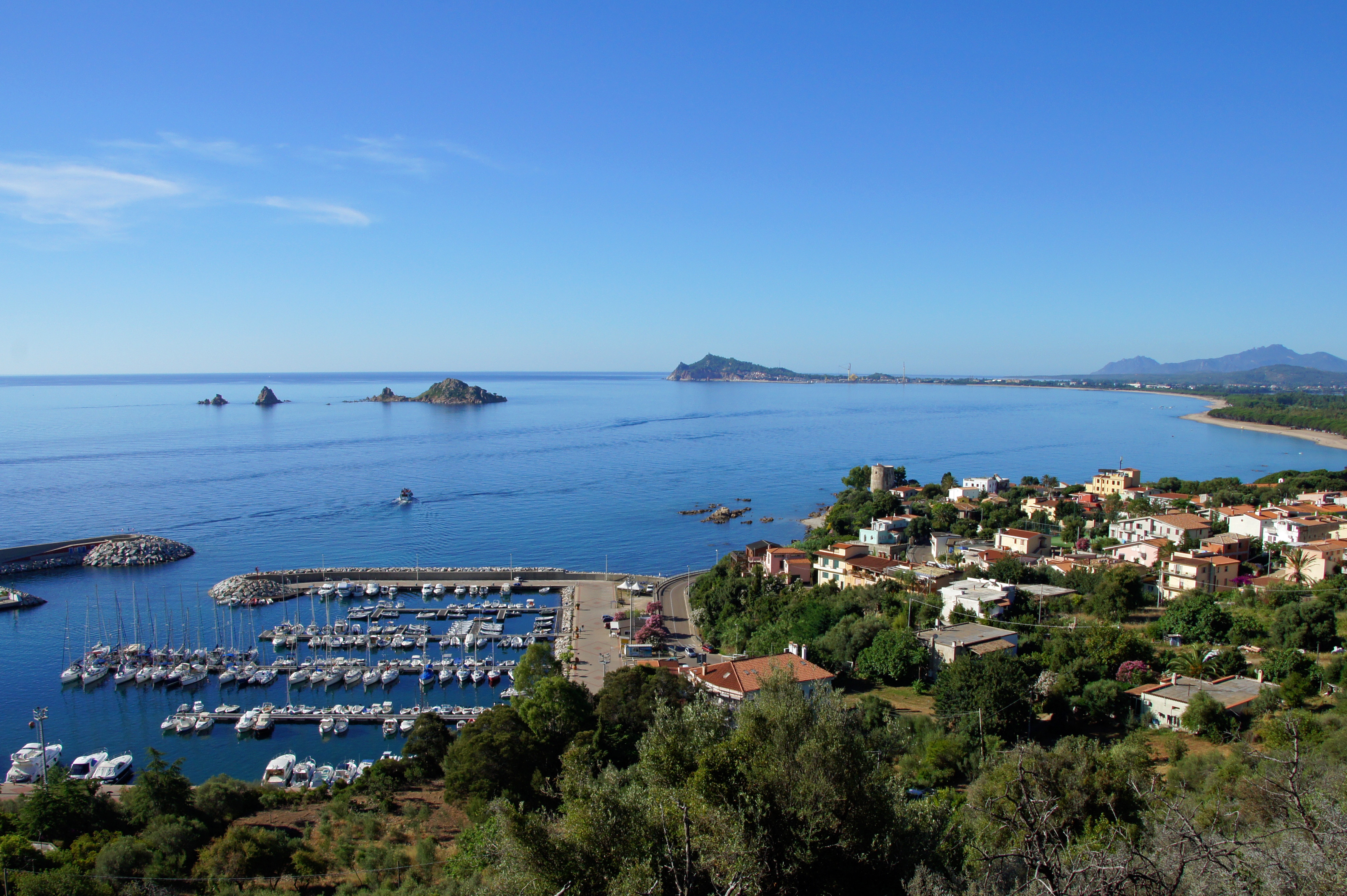
Der Ortsteil Santa Maria Navarrese
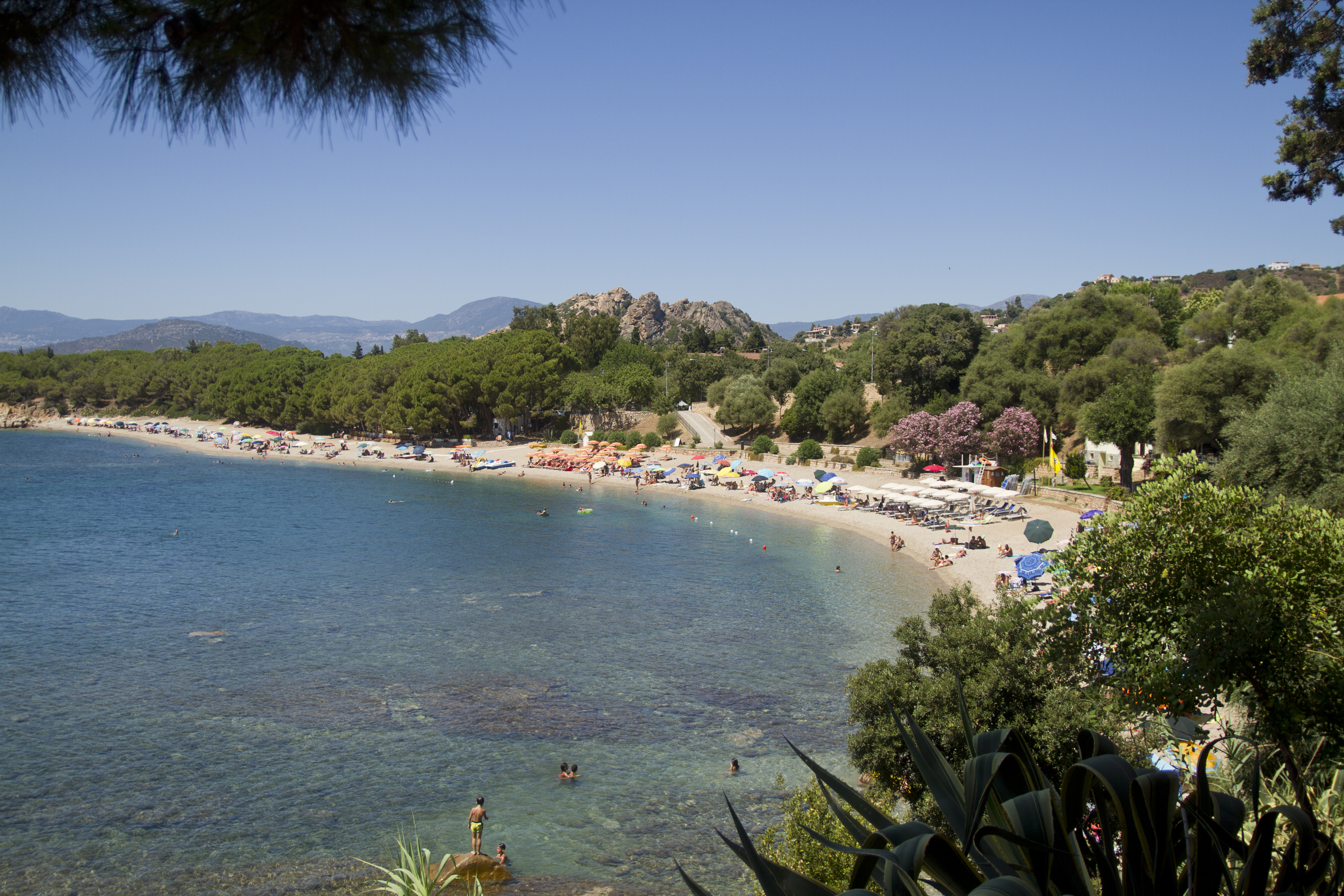
Der Strand von S. Maria Navarrese
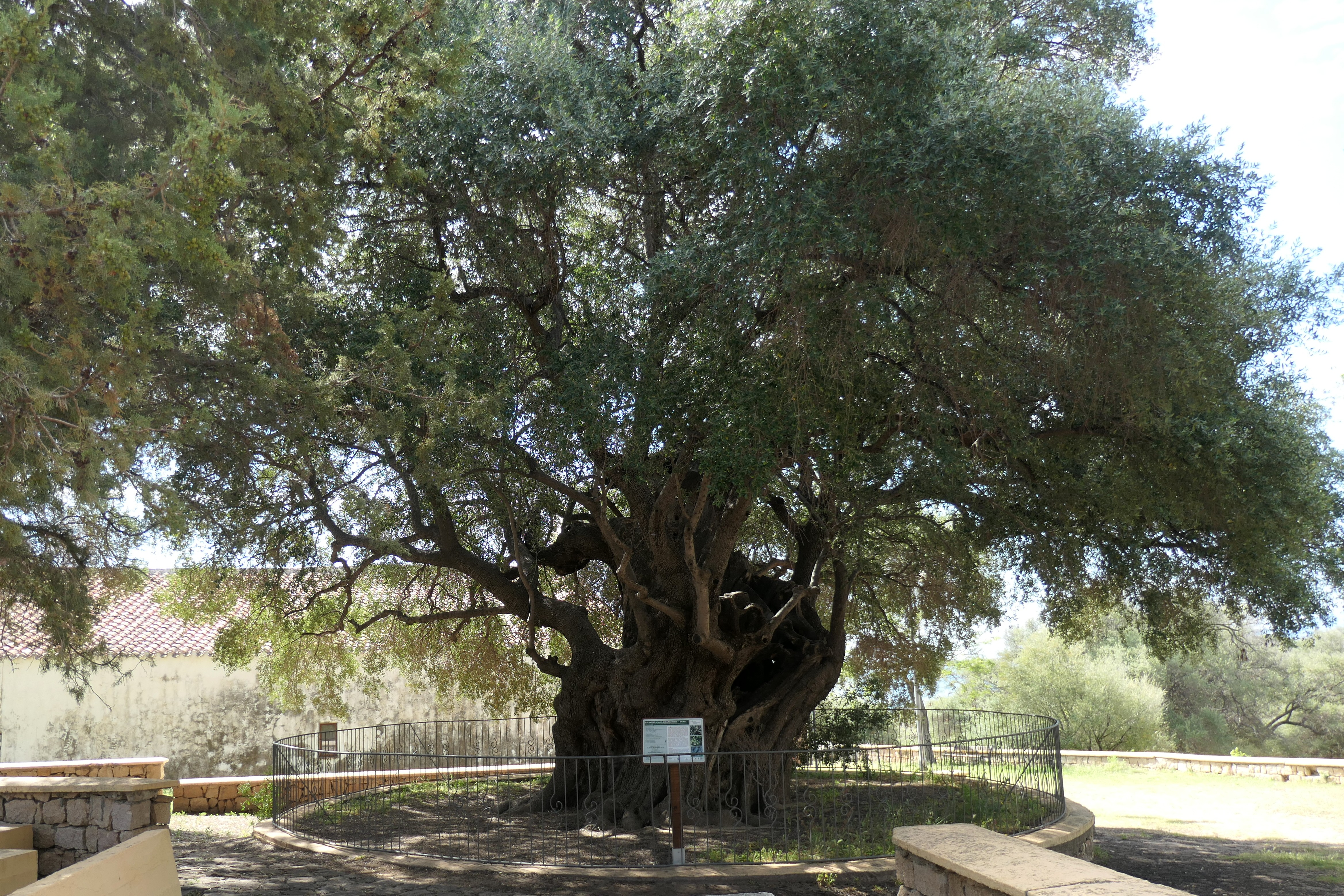
1000-jähriger Olivenbaum in Santa Maria Navarrese